# Luigi Salvini
Luigi Salvini, italijanski diplomat, slavist, prevajalec in pesnik, * 11. februar 1911, Milano, † 5. junij 1957, Rim.
Salvini je bil od leta 1936 italijanski kulturni ataše v Beogradu in v Zagrebu. Prevajal je tudi slovensko poezijo.

## Življenje
Rodil se je v družini italijanskega generala v Milanu. Že kot otrok je pokazal zanimanje in nadarjenost za jezike. V domačem kraju se je pri beguncih spoznal z ruščino in bolgarščino.
Študiral je lingvistiko in literaturo. Diplomiral je na Rimski univerzi iz bolgarske literature. Poznal je približno 20 evropskih jezikov. Kot predstojnik slavističnega oddelka v neapeljskem Istituto Orientale je bil leta 1938 najmlajši docent v Italiji. Ukvarjal se je tudi z ugrofinskim jezikoslovjem in veljal za poznavalca baltskih jezikov.

## Delo
V knjigi Storia della letteratura bulgara dalla Liberazione alla prima guerra balcanica (1936) je obravnaval bolgarsko slovstveno preteklost do balkanske vojne, sledilo mu je delo Storia letteraria del'Estonia (1937).
Izdal je izbor sodobne ukrajinske proze, češke ljudske in umetne religiozne pesmi z naslovom Il corallo di S. Venceslao (1943), s katerimi naj bi se začela zbirka La poesia religiosa presso gli Slavi, še prej pa je Italijanom predstavil novejše hrvaško pesništvo v dveh knjigah, in sicer Poeti croati moderni, ki je izšla leta 1942 v Milanu, kjer začenja z Matošem, in Il melograno, ki je izšla v Zagrebu istega leta.
Prevajal je prozo Iva Andriča, Vladimirja Nazorja in drugih. Bil je urednik za jugoslovanske literature in ukrajinsko književnost pri Dizionario delle Opere e dei Personaggi založbe Bompiani. V Enciclopedii dello Spettacolo je skrbel za gradivo o gledališču in dramatiki slovanskih narodov, Fincev, Albancev, Romunov, baltskih narodov in narodov Sovjetske zveze.
Urejal je zbirke Le stelle del'Orsa, La bilancia, II mondo d'oggi in vanje prispeval gradivo iz slovanskih literatur. Večina Salvinijevih prevodov je opremljena z uvodi, ki obravnavajo poleg literarne tudi splošno zgodovino posameznih narodov. Več kot dvajsetletno znanstveno, publicistično in prevajalsko delo je uvrstilo Luigija Salvinija med najprepoznavnejše italijanske slaviste.

## Vpliv na slovensko literaturo
Stiki s slovensko literaturo se pri Salviniju začnejo leta 1937, ko se je začel učiti slovenski jezik in brati knjige v slovenščini. Leta 1938 je v 5.—6. številki revije Circoli izdal esej o Otonu Župančiču. O njem je pisal tudi leta 1942 v 3.—4. številki revije Europa Orientale.
V revijah Circoli, La Ruota in Rassegna italiana je izšlo več Salvinijevih prevodov Župančičeve poezije, ki so deloma ponatisnjeni v knjižici Liriche slovene moderne, ki je izšla leta 1938 pri Akademski založbi v Ljubljani. Knjižica obsega 24 pesnikov (od Ketteja do Faturja). Objavljal je številne članke in poročila o slovenskih pesnikih in pisateljih. Skrbel je, da je bila slovenska poezija zastopana v italijanskih pregledih svetovne literature, zlasti pa v največji italijanski antologiji svetovne lirike Orfeo (Firence, 1950), kjer so natisnjene v prevodu Salvinija in Umberta Urbanija pesmi Prešerna, Aškerca, Ketteja, Murna, Župančiča in Gradnika. Dosegel je, da so bili nekateri prevodi iz slovenske lirike uvrščeni v italijanska šolska berila.
Za zbirko antologij tujih literatur La bilancia, ki jo je izdal založnik Carlo Colombo v Rimu, je leta 1951 pripravil antologijo slovenske poezije z naslovom Sempreverde e rosmarino. V tej 280 strani obsegajoči knjigi je zbral pesmi 32 slovenskih poetov. Po številu pesmi so največ zastopani Prešeren, Aškerc, O. Župančič in  A. Gradnik. V zajetnem uvodu, ki razodeva ljubezen do slovenskega naroda in razgledanost po slovenskem svetu, je pokazal na posebnosti slovenskega političnega in kulturnega razvoja, zanimive za tujce. Knjigo so Slovenci sprejeli z velikim zadoščenjem in priznanjem. Slovenske poezije ni odkrila le Italijanom, ampak tudi marsikateremu izobražencu drugih narodov. Malo pred smrtjo je pripravljal njeno drugo izdajo.